# Brutal Truth
A Brutal Truth amerikai grindcore együttes volt. Volt tagok: Kevin Sharp, Dan Lilker, Brent McCarty, Scott Lewis, Richard Hoak, Jody Roberts, Erik Burke és Dan O'Hare. 1990-ben alakultak meg a New York-i Rochesterben. Dan Lilkert már jól ismerhetjük az Anthraxből, a Nuclear Assaultból és az S.O.D.-ből. Első nagylemezüket 1992-ben jelentették meg. Először 1990-től 1999-ig működtek, majd 2006-tól 2014-ig. 2014-ben feloszlottak, mivel Dan Lilker (ötvenedik születésnapján) felhagyott a zenéléssel. Dalaikra ugyanúgy jellemző a humor, mint a Stormtroopers of Death (S.O.D.) dalaira. A grindcore műfaj úttörői közé tartoznak. Első két nagylemezükön a grindcore/deathgrind műfajokban játszottak, későbbi albumaikon már több zenei stílust is vegyítettek, míg a grindcore hangzást továbbra is megtartották. A brit Terrorizer magazin első nagylemezüket a legjobb amerikai grindcore albumnak nevezte.

## Diszkográfia
- Extreme Conditions Demand Extreme Responses (1992)
- Need to Control (1994)
- Kill Trend Suicide (1996)
- Sounds of the Animal Kingdom (1997)
- Evolution Through Revolution (2009)
- End Time (2011)